# Restitution (juridik)
Restitution inom juridiken avser återställande av ett förhållande. Termen används i de fall ett rättsligt skyddat intresse kränkts och sedan återställts, t.ex. om ett föremål som tagits från en person återställs, så kallad besittningsrestitution.